# 유럽 통화 기구
유럽 통화 기구(European Monetary Institute, EMI)는 1994년 1월 1일 독일 프랑크푸르트에 설립한 유럽 연합의 자문 기구로 유럽 중앙은행의 전신이다. 유럽 연합 회원국의 중앙은행 간의 협력 강화를 목표로 하는 기구였으며 유럽 연합의 경제 통화 동맹의 2단계 과정이었다. 1998년 6월 1일 유럽 중앙 은행 설립과 유럽 중앙은행 체제 출범으로 해체되었다.